# 533
533 (DXXXIII) var ett normalår som började en lördag i den julianska kalendern.

## Händelser

### Januari
- 2 januari – Sedan Bonifatius II har avlidit året innan väljs Mercurius till påve och tar namnet Johannes II[1], då han inte vill använda sitt födelsenamn som påvenamn, eftersom Mercurius är en gud i den romerska mytologin.

### Okänt datum
- Den bysantinske kejsar Justinianus I:s general Belisarius landstiger i Nordafrika och anfaller vandalerna i Karthago. Vandalernas rike (Gelimer) besegras och Nordafrika blir bysantinskt.

## Avlidna
- 13 januari – Remigius av Reims, ärkebiskop i Reims.
- Hilderik, kung av Vandalriket.